# برايان باركلي
برايان باركلي (بالإنجليزية: Brian Barkley) هو لاعب كرة قاعدة أمريكي، ولد في 8 ديسمبر 1975 في كونروي في الولايات المتحدة.

## وصلات خارجية
- برايان باركلي على موقعبيزبول رفرنس.كوم (الدوري الرئيسي) (الإنجليزية)
- برايان باركلي على موقعبيزبول رفرنس.كوم (الدوري الثانوي) (الإنجليزية)
- برايان باركلي على موقع مشجعي الرسوم البيانية (الإنجليزية)